# Прапор Микулинців
Прапор Микулинців — один з офіційних символів Микулинців — містечка (селища міського типу) в Теребовлянському районі Тернопільської області.
Затверджений 20 травня 1996 р.
Автор — А. Гречило.

## Опис
Квадратне полотнище з трьох рівновеликих вертикальних смуг — жовтої, чорної і жовтої; на центральній — білий меч з жовтим руків'ям, вістрям донизу, на бічних — по три сині восьмипроменеві зірки.

## Зміст
Меч символізує час і причини виникнення, становлення та розвитку міста як оборонного укріплення на торговому шляху. Зірки є знаками вічності й свідчать про багатовікову історію поселення. Чорне поле характеризує родючу землю, на якій розташоване містечко.